# Palatul Marinei
Palatul Marinei (în franceză Hôtel de la Marine) este un palat din Paris care a adăpostit Ministerul Marinei francez, apoi Statul Major al Marinei, din 1789 până în 2015. Este situat în arondismentul 8, pe Place de la Concorde.

## Istoric
A fost desenat în anul 1766 de arhitectul Ange-Jacques Gabriel în cadrul creării a Place de la Concorde, în același timp cu o clădire geamăna situată pe cealaltă parte a Rue Royale. Este inspirată de colonada din Louvre construită de Claude Perrault. În proprietatea a Coroanei franceze, clădirea a fost afectată la administrația regală a depozitelor de mobilă (în franceză Garde-meuble), care s-a mutat în noul său sediu în 1774.
În timpul Revoluției franceze, ministerele s-au mutat de la Versailles în Paris. Ministerul Marinei a ocupat o parte din clădirea în 1789, apoi a întrat în posesia ansamblului în 1806. Astfel clădirea a devenit Palatul Marinei. A fost martora a mai multor evenimente notabile din istoria Franței: furtul al bijuteriilor Coroanei Franceze în septembrie 1792, semnătura a procesului-verbal al regelui Ludovic al XVI-lea în ianuarie 1793, semnătura a abolițiunii sclaviei pe 27 aprilie 1848, etc.
În anul 2007, Guvernul francez a decis să se grupeze Statul Major al tuturor forțelor armate în cadrul aceleiași clădire în arondismentul 15, „Hexagonul Balard”.  Noul sediu fiind inaugurat în noiembrie 2015, Statul Major al Marinei s-a mutat în decembrie 2015 și Palatul Marinei a fost încredințat Centrului Monumentelor Naționale.

## Galerie foto

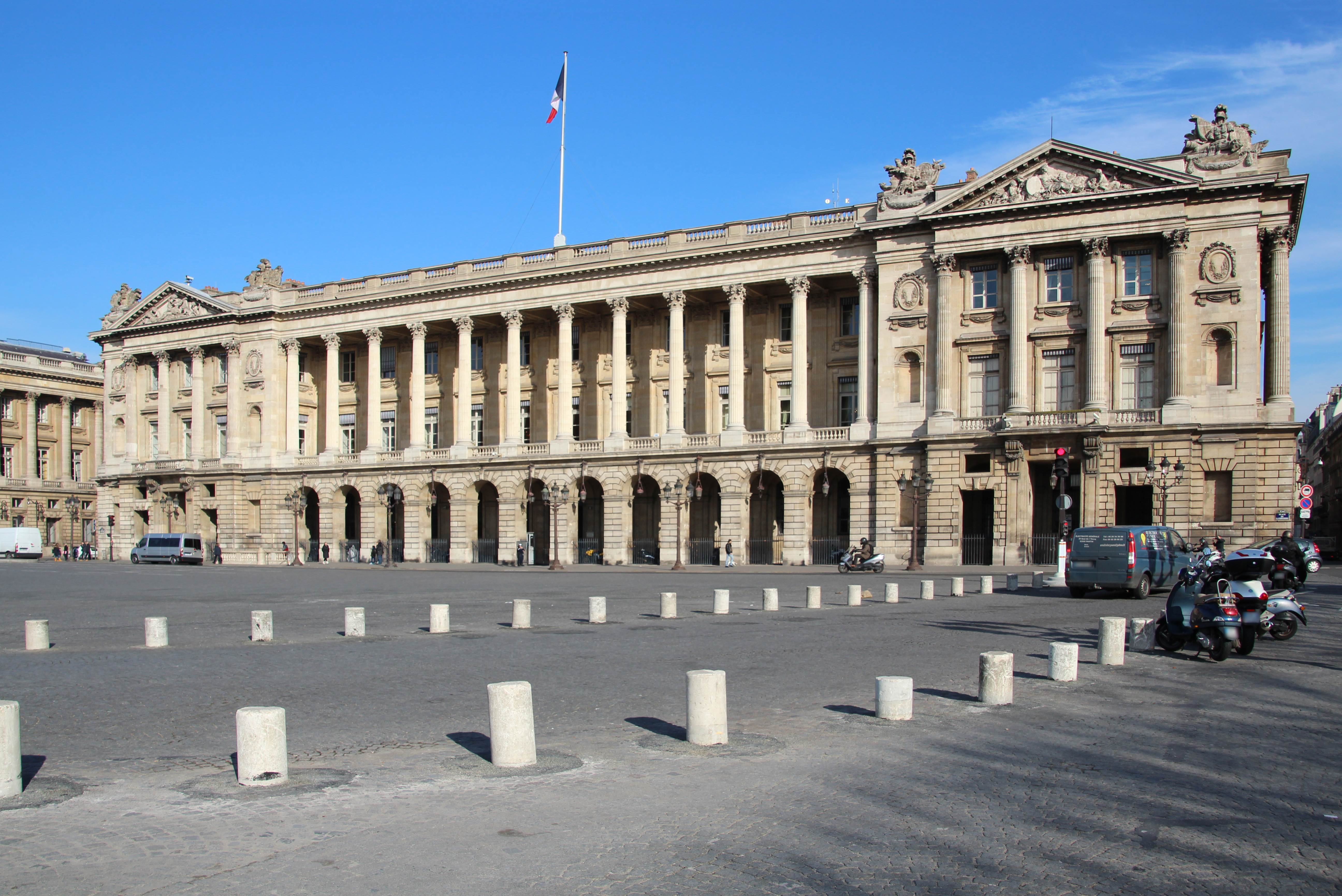
Fațada spre Place de la Concorde
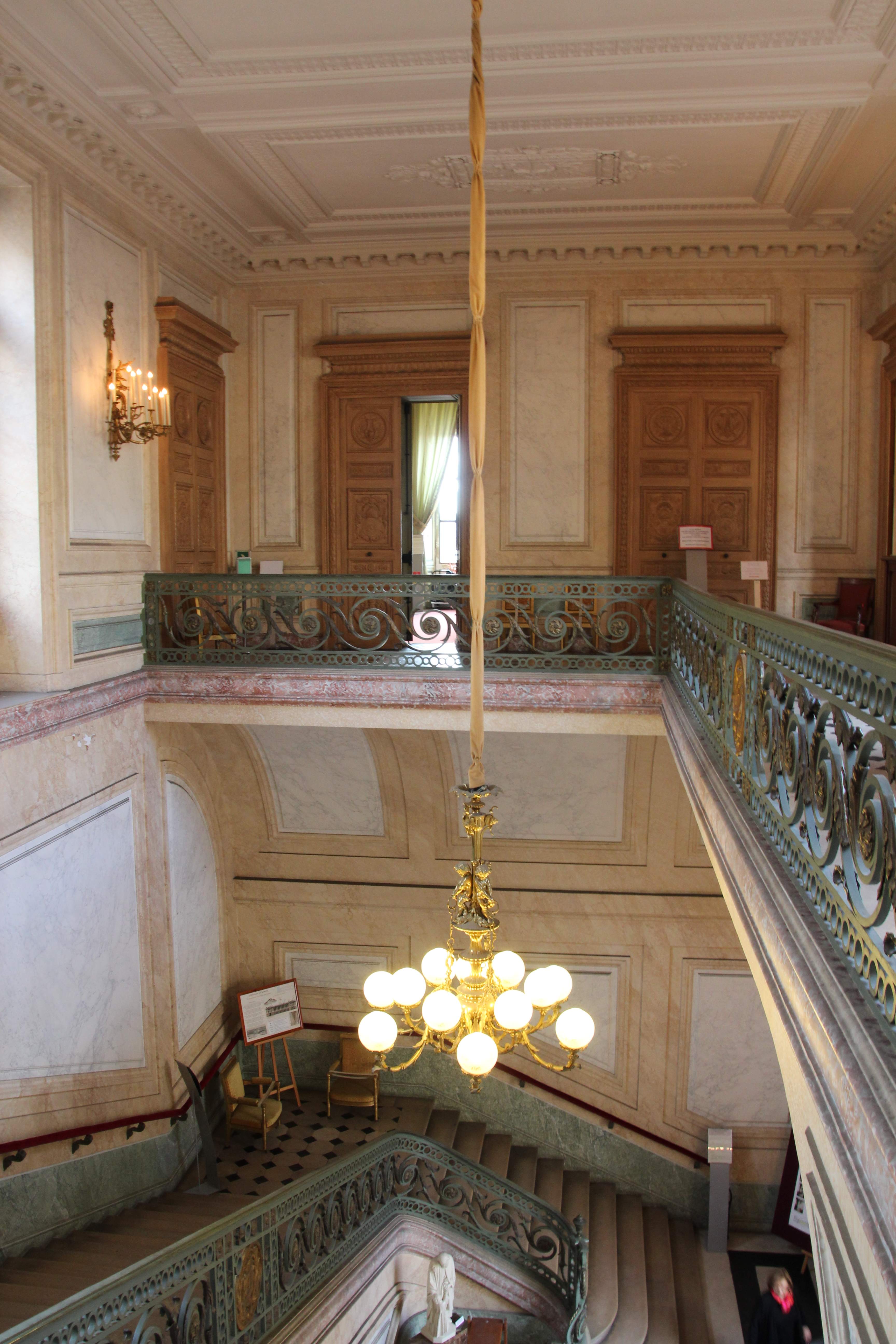
Grand degré (casa scării)
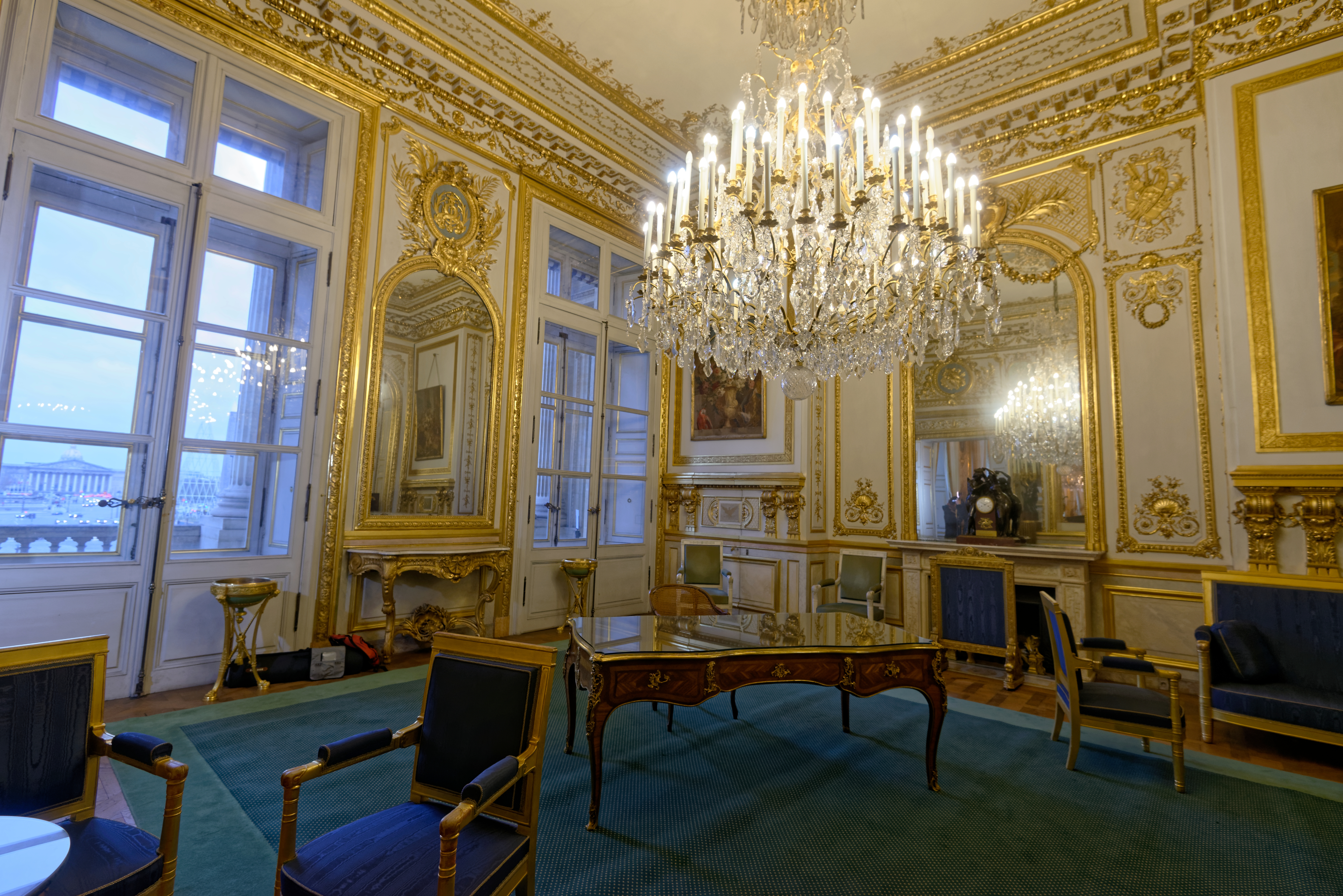
Salonul diplomatic
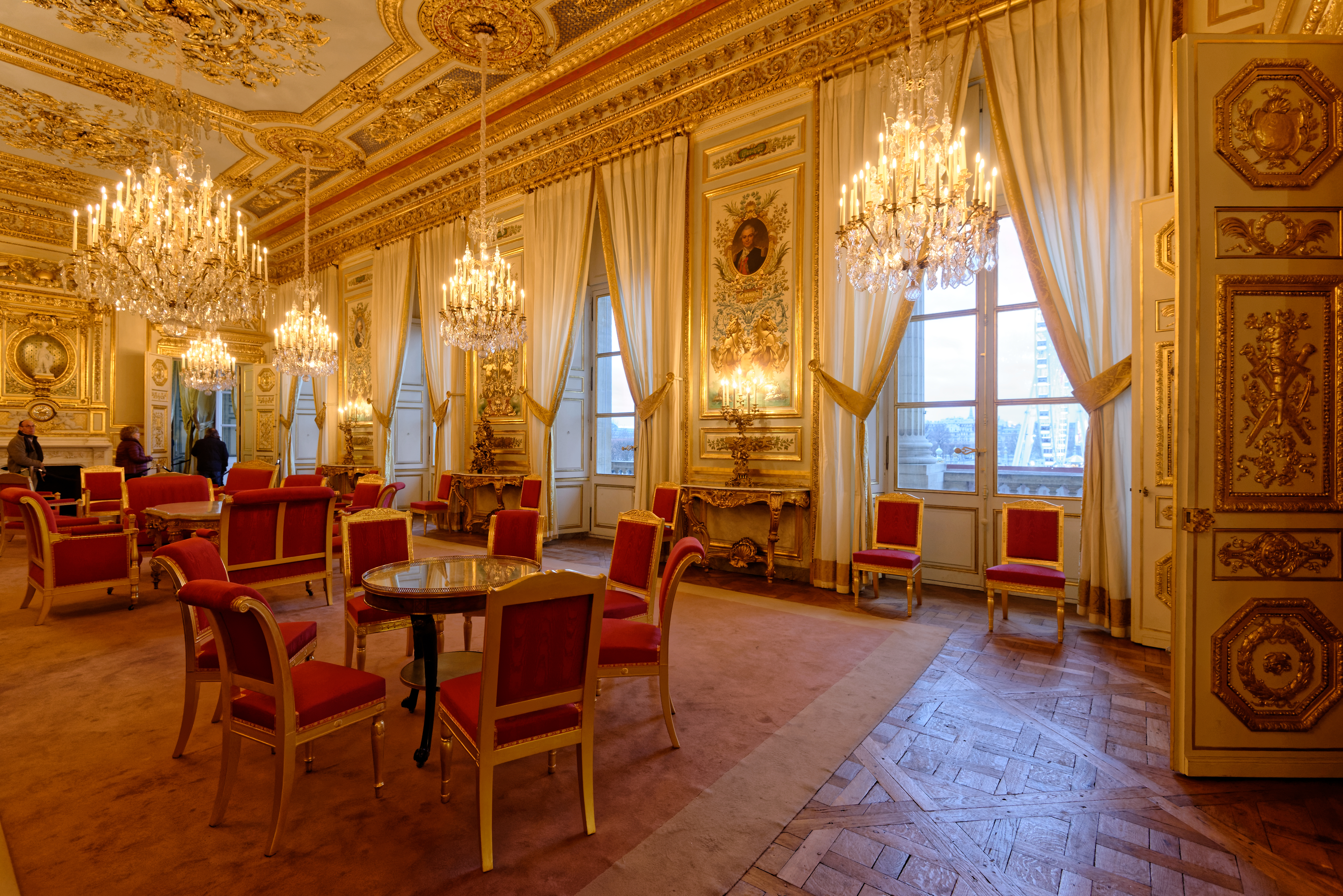
Salonul de onoare
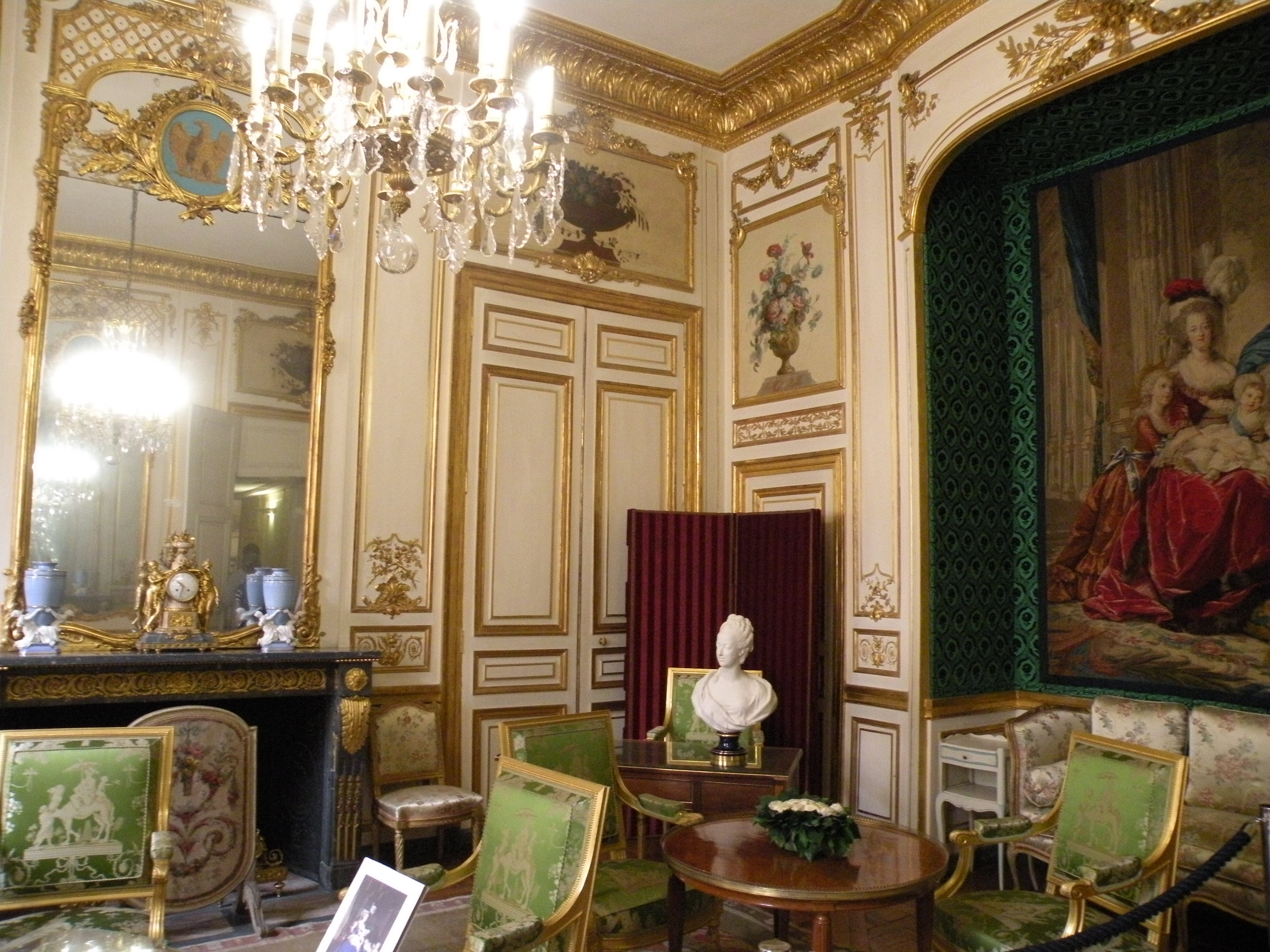
Camera Mariei-Antoaneta